# Matela (Penalva do Castelo)
Matela is een plaats (freguesia) in de Portugese gemeente Penalva do Castelo en telt 226 inwoners (2001).